# 靳寺墓群
靳寺墓群，位于中国甘肃省静宁县，为一个省级文物保护单位，类型为古墓葬。
靳寺墓群的历史年代为汉代。